# Бузовая (Киевская область)
Бузова́я (укр. Бузова) — село, входит в Бучанский район Киевской области Украины.
Население по переписи 2001 года составляло 1548 человек. Почтовый индекс — 08120. Телефонный код — 4598. Занимает площадь 2,238 км².

## Аэродром
Возле села находится планерный клуб и аэродром «Бузовая» ЦАК им. Антонова. С аэродрома осуществляются полеты планерного звена Центрального аэроклуба Украины им. О. К. Антонова.

## Спорт
В селе базируется футбольный клуб «Нива», выступающий в Первой лиге чемпионата Украины.